# IGFLR1
IGFLR1‏ (IGF like family receptor 1) هوَ بروتين يُشَفر بواسطة جين IGFLR1 في الإنسان.